# Martie 2009
Acest articol este generat integral pe baza informațiilor din articolul 2009 și este actualizat periodic de un robot.
 Editările făcute în articol vor fi șterse la următoarea actualizare! Dacă doriți să faceți modificări, editați articolul-sursă.

ianuarie -
februarie -
martie -
aprilie -
mai -
iunie -
iulie -
august -
septembrie -
octombrie -
noiembrie -
decembrie
Martie 2009 a fost a treia lună a anului și a început într-o zi de duminică.

## Evenimente

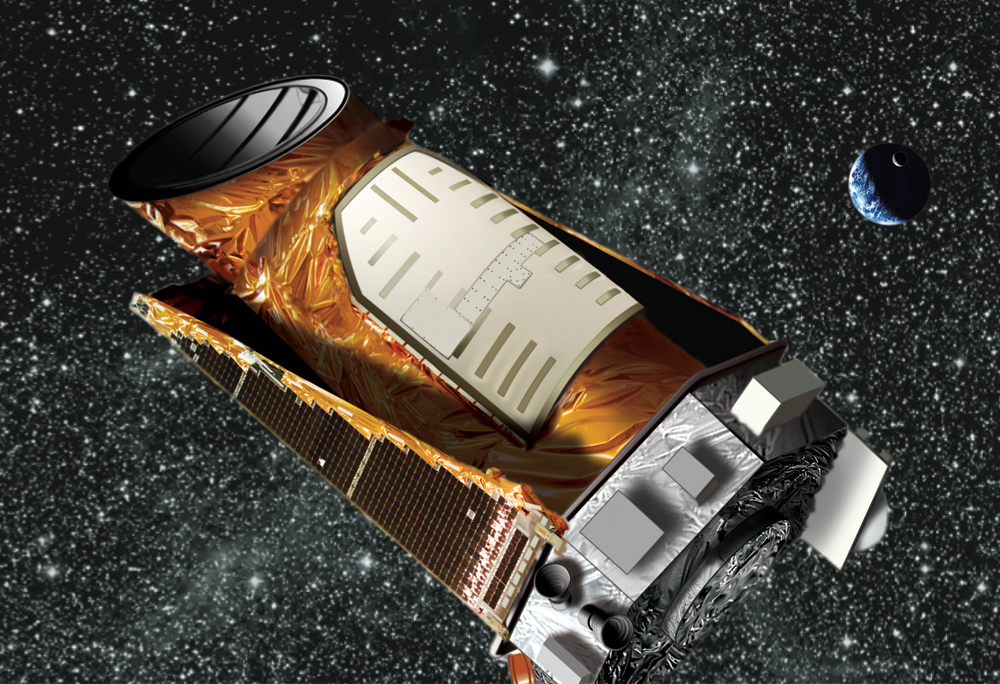
Kepler spacecraft artist render (crop)

- 2 martie: Președintele statului Guineea-Bissau João Bernardo Vieira este asasinat în timpul unui atac armat la reședința sa din Bissau.[1]
- 2 martie: A 3-a ediție a Premiilor Gopo.
- 7 martie: NASA lansează nava spațială Kepler pentru a monitoriza planete extrasolare din Calea Lactee.
- 17 martie: Președintele Madagascarului, Marc Ravalomanana, este răsturnat de la putere printr-o lovitură de stat.

## Decese
- 1 martie: Paolo Maffei, 83 ani, astrofizician italian (n. 1926)
- 1 martie: Mihail Podureț, 81 ani, fizician sovietic de etnie română (n. 1927)
- 2 martie: Jacob Theodore Schwartz, 79 ani, matematician american (n. 1930)
- 3 martie: Åke Lindman (n. Åke Leonard Järvinen), 81 ani, actor finlandez (n. 1928)
- 11 martie: Péter Bacsó, 81 ani, producător, scenarist și regizor de film, maghiar (n. 1928)
- 11 martie: Matilda Caragiu Marioțeanu, 81 ani, lingvistă română de etnie aromână, membră a Academiei Române, sora actorului Toma Caragiu (n. 1927)
- 12 martie: Mihai Ungheanu, 69 ani, senator român (2000-2008), (n. 1939)
- 13 martie: Betsy Blair, 85 ani, actriță americană de film și teatru (n. 1923)
- 13 martie: Andrew Martin, 33 ani, wrestler canadian (n. 1975)
- 16 martie: Rozalia Borș, 76 ani,  demnitar comunist român de etnie maghiară (n. 1933)
- 16 martie: Abdelkebir Khatibi, 71 ani, scriitor marocan (n. 1938)
- 18 martie: Natasha Jane Richardson, 45 ani, actriță britanică de teatru și film (n. 1963)
- 19 martie: Ion Dolănescu, 65 ani, interpret român de muzică populară (n. 1944)
- 21 martie: Mohit Sharma, 31 ani, ofițer al armatei indiene care a primit postum Ashoka Chakra, cea mai înaltă decorație militară din India în timp de pace (n. 1978)
- 21 martie: Petre Stoica, 78 ani, poet român (n. 1931)
- 22 martie: Jade Goody (Jade Cerisa Lorraine Goody), 27 ani, prezentatoare britanică TV (n. 1981)
- 23 martie: Lloyd Ruby, 81 ani, pilot american de Formula 1 (n. 1928)
- 24 martie: Péter Jecza, 69 ani, sculptor și profesor de sculptură român de etnie maghiară (n. 1939)
- 28 martie: Constantin Isac, 81 ani, medic chirurg român (n. 1927)
- 28 martie: Maurice Jarre, 84 ani, compozitor și dirijor francez (n. 1924)
- 29 martie: Eugeniu Hriscev, 67 ani, economist din R. Moldova (n. 1942)
- 31 martie: Marga Barbu (n. Margareta-Yvonne Butuc), 80 ani, actriță română de teatru și film (n. 1929)